# Hoa hậu Quốc tế 2025
Hoa hậu Quốc tế 2025 sẽ là cuộc thi Hoa hậu Quốc tế lần thứ 63, được tổ chức vào ngày 27 tháng 11 năm 2025 tại Tokyo, Nhật Bản.Huỳnh Thị Thanh Thủy của Việt Nam sẽ trao vương miện cho người kế nhiệm vào cuối sự kiện.

## Lý lịch

### Địa điểm và ngày tháng
Tổ chức Hoa hậu Quốc tế thông báo vào ngày 24 tháng 3 năm 2025 rằng cuộc thi sẽ diễn ra tại Tokyo, Nhật Bản. Và đêm chung kết vào ngày 27 tháng 11 năm 2025.

### Trở lại
Sự trở lại của Angola, Cộng hòa Dân chủ Congo, Hy Lạp, Na Uy, Tunisia và Zimbabwe; Cộng hòa Dân chủ Congo đã tham gia cuộc thi gần đây nhất (với tư cách là Zaire) tại 1987; Angola, Hy Lạp, Na Uy, Tunisia và Zimbabwe đã tham dự cuộc thi gần đây nhất là 2023.

## Thí sinh tham gia
Có 39 thí sinh xác nhận tham gia cuộc thi:
| Quốc gia/Vùng lãnh thổ | Tên thí sinh             | Tuổi | Quê quán          |
| ---------------------- | ------------------------ | ---- | ----------------- |
| Albania                | Gledia Preka             | 25   | Tirana            |
| Argentina              | Daiana Pereyra           | 26   | Madrid            |
| Bỉ                     | Elizabeth Victoria Raska | 27   | Brussels          |
| Colombia               | Catalina Duque           | 25   | Medellín          |
| Cuba                   | Rosangela Rizo           | 27   | La Havana         |
| Séc                    | Simona Procházková       | 25   | Praha             |
| Ecuador                | Eunice Rivadeneira       | 25   | Guayaquil         |
| Pháp                   | Laura Hérault            | 24   | Martinique        |
| Đức                    | Lara Doval               | 22   | Barcelona         |
| Ghana                  | Portia Akua Mensah       | 21   | Accra             |
| Guatemala              | Hilda Gutiérrez          | 21   | Jutiapa           |
| Hy Lạp                 | Daniela Palousi          | 24   | Piraeus           |
| Hawaii                 | Maya Kaneali'i           | -    | Honoli'i          |
| Honduras               | Irma Handal              | 21   | Madrid            |
| Indonesia              | Melliza Xaviera Yulian   | 26   | Jakarta           |
| Nhật Bản               | Ai Nozaki                | 22   | Ōtsuki            |
| Hàn Quốc               | Ji-hoo Kim               | -    | Seoul             |
| Liberia                | Precious Lemu Flomo      | 24   | Bong County       |
| Mông Cổ                | Tsegmid Bayarchimeg      | 22   | Ulaanbaatar       |
| Montenegro             | Ana Dedvukaj             | 20   | Podgorica         |
| New Zealand            | Britney Pringle          | 25   | Auckland          |
| Nicaragua              | Verónica Iglesias        | 26   | Granada           |
| Na Uy                  | Nikoline Andersen        | 22   | Fredrikstad       |
| Perú                   | Nathie Quijano           | 22   | Lima              |
| Philippines            | Myrna Esguerra           | 23   | Pidigan           |
| Bồ Đào Nha             | Sofia Mota Jorge         | 24   | Valencia          |
| Puerto Rico            | Zamira Allende           | 26   | Cataño            |
| România                | Cătălina Popescu         | 28   | Bucharest         |
| Singapore              | Tanisha Tan              | 26   | Singapore         |
| Nam Phi                | Sinamile Dlamini         | 25   | Johannesburg      |
| Tây Ban Nha            | Idayra Tena              | 22   | Puerto de la Cruz |
| Tunisia                | Nourane Khammari         | 23   | Düsseldorf        |
| Thổ Nhĩ Kỳ             | Sena Şeref               | 26   | Ankara            |
| Anh Quốc               | Sophie Wallace           | 27   | Falkirk           |
| Hoa Kỳ                 | Nicky Kandola            | 27   | Washington, D.C.  |
| Quần đảo Virgin (Mỹ)   | Sikeza Chandra Fowlks    | -    | Charlotte Amalie  |
| Venezuela              | Alessandra Guillén       | 27   | Caracas           |
| Việt Nam               | Nguyễn Ngọc Kiều Duy     | 21   | Vĩnh Long         |
| Zimbabwe               | Yollanda Chimbarami      | 26   | Harare            |

## Các cuộc thi quốc gia
| Quốc gia/ Vùng lãnh thổ | Ngày             |
| ----------------------- | ---------------- |
| Phần Lan                | 22 tháng 8, 2025 |
| Ấn Độ                   | 31 tháng 8, 2025 |
| Campuchia               | Tháng 8, 2025    |
| Hà Lan                  | 5 tháng 9, 2025  |
| Malta                   | 7 tháng 9, 2025  |
| Đan Mạch                | 14 tháng 9, 2025 |
| Canada                  | 15 tháng 9, 2025 |
| Brasil                  | Tháng 9, 2025    |
| Angola                  | 2025             |
| Cabo Verde              | 2025             |
| Costa Rica              | 2025             |
| Cộng hòa Dân chủ Congo  | 2025             |
| Ethiopia                | 2025             |
| Hồng Kông               | 2025             |
| Ý                       | 2025             |
| Kyrgyzstan              | 2025             |
| Malaysia                | 2025             |

## Chú ý

### Trở lại
| - Lần cuối tham gia vào năm 1987: - Cộng hòa Dân chủ Congo - Lần cuối tham gia vào năm 2003: - Malta - Lần cuối tham gia vào năm 2012: - Quần đảo Virgin (Mỹ) - Lần cuối tham gia vào năm 2015: - Thổ Nhĩ Kỳ - Lần cuối tham gia vào năm 2018: - Quần đảo Cook | - Lần cuối tham gia vào năm 2022: - Đức - Kenya - Namibia - Lần cuối tham gia vào năm 2023: - Angola - Đan Mạch - Hy Lạp - Martinique - Na Uy - Tunisia - Zimbabwe |

### Bỏ cuộc
- Bulgaria
- Luxembourg

## Tham Khảo
1. ↑  Adina, Armin P. (ngày 25 tháng 3 năm 2025). "Miss International 2025 to stage coronation show in Tokyo on Nov. 27". Inquirer.net (bằng tiếng English). Truy cập ngày 25 tháng 3 năm 2025.{{Chú thích web}}:  Quản lý CS1: ngôn ngữ không rõ (liên kết)
2. ↑  "Miss International 2025 se celebrará el 27 de noviembre en Tokio". Nuevodia (bằng tiếng Tây Ban Nha). ngày 24 tháng 3 năm 2025. Truy cập ngày 25 tháng 3 năm 2025.
3. ↑  González, Elvis (ngày 25 tháng 3 năm 2025). "M¿Cuándo es Miss Internacional 2025? Fecha y quién es la representante venezolana". Meridiano.net (bằng tiếng Tây Ban Nha). Truy cập ngày 26 tháng 3 năm 2025.
4. ↑  @missinternationalofficial (ngày 24 tháng 3 năm 2025). "Mark your calenders! Miss International 2025 will take place on November 27 in Tokyo, Japan" (bằng tiếng English). Truy cập ngày 24 tháng 3 năm 2025 – qua Instagram.{{Chú thích web}}:  Quản lý CS1: ngôn ngữ không rõ (liên kết)
5. ↑  "FOTO/ U shpall "Miss Shqipëria" 2025, kush është vajza që rrëmbeu kurorën e më të bukurës?" [PHOTO/ "Miss Albania" 2025 was announced, who is the girl who snatched the crown of the most beautiful?]. Gazeta Liberale (bằng tiếng Albania). ngày 19 tháng 6 năm 2025. Lưu trữ bản gốc ngày 20 tháng 6 năm 2025. Truy cập ngày 20 tháng 6 năm 2025.
6. ↑  Khôi, Minh (ngày 6 tháng 4 năm 2025). "Nữ tiếp viên hàng không xinh đẹp, múa giỏi thi Hoa hậu Quốc tế 2025 là ai?". Báo VietNamNet. Truy cập ngày 6 tháng 4 năm 2025.
7. ↑  Vanden Berghe, Filip (ngày 18 tháng 4 năm 2025). "KIJK. Jera Redant (18) verkozen tot Miss Exclusive 2025" [WATCH. Jera Redant (18) elected Miss Exclusive 2025]. HLN (bằng tiếng Hà Lan). Lưu trữ bản gốc ngày 21 tháng 5 năm 2025. Truy cập ngày 22 tháng 5 năm 2025.
8. ↑   "Catalina Duque Abreu es la nueva Señorita Colombia 2024; deslumbró en el Concurso Nacional de Belleza". Publimetro (bằng tiếng Tây Ban Nha). ngày 10 tháng 11 năm 2024. Truy cập ngày 11 tháng 11 năm 2024.
9. ↑  @rnbcuba (ngày 5 tháng 4 năm 2025). "¡Rosangela Rizo es nuestra Miss RNBCuba International 2025!" (bằng tiếng Tây Ban Nha). Truy cập ngày 6 tháng 4 năm 2025 – qua Instagram.
10. ↑  Šubrtová, Diana (ngày 3 tháng 5 năm 2025). "Miss Czech Republic 2025 se stala jedenadvacetiletá studentka Linda Górecká" [Miss Czech Republic 2025 is 21-year-old student Linda Górecká]. iDNES Czech (bằng tiếng Séc). Lưu trữ bản gốc ngày 4 tháng 5 năm 2025. Truy cập ngày 4 tháng 5 năm 2025.
11. ↑   Mantuano, Gabriela (ngày 17 tháng 8 năm 2024). "Eunice Rivadeneira se coronó como la Miss Ecuador 2024". Primicias (bằng tiếng Tây Ban Nha). Truy cập ngày 11 tháng 11 năm 2024.
12. ↑  "Laura Hérault, Miss International France 2025 : "Être prête à s'ouvrir au monde et même à le représenter"" [Laura Hérault, Miss International France 2025: “Be ready to open up to the world and even represent it”]. Toto the Clock (bằng tiếng Pháp). ngày 22 tháng 7 năm 2025. Lưu trữ bản gốc ngày 24 tháng 7 năm 2025. Truy cập ngày 25 tháng 7 năm 2025.
13. ↑  Von Luise Mosig (ngày 5 tháng 7 năm 2025). "Warum am Wochenende eine Schönheitskönigin im Saalekreis gekrönt wird" [Why a beauty queen will be crowned in the Saalekreis this weekend]. Mitteldeutsche Zeitung (bằng tiếng Đức). Lưu trữ bản gốc ngày 8 tháng 7 năm 2025. Truy cập ngày 8 tháng 7 năm 2025.
14. ↑  Mensah-Tsotorme, Edem (ngày 20 tháng 9 năm 2024). "Portia Akua Mensah crowned Miss Tourism Ghana 2024". The Spector Online (bằng tiếng Anh). Lưu trữ bản gốc ngày 21 tháng 1 năm 2025. Truy cập ngày 16 tháng 5 năm 2025.
15. ↑  "Who is the female student who is good at 4 languages, competing with Thanh Thuy in Miss International?". VietNam Net (bằng tiếng Anh). ngày 2 tháng 6 năm 2025. Truy cập ngày 6 tháng 6 năm 2025.
16. ↑   "Έγιναν και τα καλλιστεία… Σταρ Ελλάς η Στέλλα Μιχαηλίδου – Δείτε όλες τις εστεμμένες". skai.gr (bằng tiếng gr). ngày 16 tháng 12 năm 2024. Truy cập ngày 23 tháng 12 năm 2024.{{Chú thích web}}:  Quản lý CS1: ngôn ngữ không rõ (liên kết)
17. ↑  "Miss International Hawai'i". Miss International Hawaii (bằng tiếng Anh). Lưu trữ bản gốc ngày 28 tháng 6 năm 2025. Truy cập ngày 28 tháng 6 năm 2025.
18. ↑  @misshonduras_official (ngày 13 tháng 12 năm 2024). "CASTING VIRTUAL" (bằng tiếng Spanish). Truy cập ngày 10 tháng 3 năm 2025 – qua Instagram.{{Chú thích web}}:  Quản lý CS1: ngôn ngữ không rõ (liên kết)
19. ↑  Arifianto, Hermawan (ngày 4 tháng 5 năm 2025). "Firsta Yufi dari Jebeng Banyuwangi ke Puteri Indonesia 2025, Jadi Inspirasi Anak Muda" [Firsta Yufi from Jebeng Banyuwangi to Puteri Indonesia 2025, Becomes an Inspiration for Young People]. Liputan 6 (bằng tiếng Indonesia). Lưu trữ bản gốc ngày 7 tháng 5 năm 2025. Truy cập ngày 20 tháng 5 năm 2025.
20. ↑  "『2025ミス・インターナショナル』日本代表は山梨の22歳・能崎愛さん　2度目の挑戦で念願の栄冠掴む「世界のミスの皆様ならどう行動するか日々考えました」". Yahoo Japan (bằng tiếng Nhật). ngày 10 tháng 12 năm 2024. Bản gốc lưu trữ ngày 31 tháng 12 năm 2024. Truy cập ngày 31 tháng 12 năm 2024.
21. ↑  ""K-미녀' 선발"…'미스그랜드코리아 2025'·'미스인터네셔널코리아 2025' 성료" [“K-Beauty” Selection… ‘Miss Grand Korea 2025’ and ‘Miss International Korea 2025’ Successfully Held]. Korea Economic TV (bằng tiếng Hàn). ngày 23 tháng 6 năm 2025. Lưu trữ bản gốc ngày 25 tháng 6 năm 2025. Truy cập ngày 25 tháng 6 năm 2025.
22. ↑  "21 дэх удаагийн "ТЭРГҮҮН МИСС"-ээр Ц.Баярчимэг тодорлоо" [Ts. Bayarchimeg was named the 21st "TOP MISS"]. Zindaa Mongolia (bằng tiếng Mông Cổ). ngày 6 tháng 7 năm 2025. Lưu trữ bản gốc ngày 6 tháng 7 năm 2025. Truy cập ngày 6 tháng 7 năm 2025.
23. ↑  John Lewis (ngày 14 tháng 7 năm 2025). "Miss Tourism International title winner 'stoked'". Otago Daily Times (bằng tiếng Anh). Bản gốc lưu trữ ngày 24 tháng 7 năm 2025 – qua Pressreader.
24. ↑  "Estas son las cuatro reinas de belleza que representarán a Nicaragua en certámenes internacionales". La Prensa (bằng tiếng Tây Ban Nha). ngày 24 tháng 3 năm 2025. Truy cập ngày 25 tháng 3 năm 2025.
25. ↑  Olsen, Randi Iren (ngày 12 tháng 8 năm 2024). "Aila rakk ikke opp" [Aila did not reach up]. Finnmarksposten (bằng tiếng Norwegian). Truy cập ngày 25 tháng 3 năm 2025.{{Chú thích web}}:  Quản lý CS1: ngôn ngữ không rõ (liên kết)
26. ↑  Napa, Renzo (ngày 5 tháng 5 năm 2025). "Nathie Quijano es coronada Miss International Perú 2025" [Nathie Quijano is crowned Miss International Peru 2025]. RPP (bằng tiếng Tây Ban Nha). Lưu trữ bản gốc ngày 5 tháng 5 năm 2025. Truy cập ngày 9 tháng 5 năm 2025.
27. ↑   Bravo, Frances Karmel (ngày 8 tháng 7 năm 2024). "Who is Bb. Pilipinas International 2024 Myrna Esguerra?". Pep.ph. Lưu trữ bản gốc ngày 8 tháng 7 năm 2024. Truy cập ngày 8 tháng 7 năm 2024.
28. ↑  Andini, Dewi (ngày 9 tháng 7 năm 2025). Wahyu Kurniawan (biên tập). "7 Potret Sofia Mota Jorge Miss International Portugal 2025, Menawan!" [7 Portraits of Sofia Mota Jorge, Miss International Portugal 2025, Captivating!]. IDN Times (bằng tiếng Indonesia). Lưu trữ bản gốc ngày 9 tháng 7 năm 2025. Truy cập ngày 10 tháng 7 năm 2025.
29. ↑  Bárbara Sepúlveda Núñez (ngày 1 tháng 6 năm 2025). "Conoce a las cuatro reinas de Nuestra Belleza Puerto Rico 2025" [Meet the four queens of Nuestra Belleza Puerto Rico 2025]. El Nuevo Día (bằng tiếng Tây Ban Nha). Bản gốc lưu trữ ngày 2 tháng 6 năm 2025.
30. ↑  Dincă-Macovei, Alexandra (ngày 20 tháng 6 năm 2025). "Georgiana Cătălina Popescu – Miss International România 2025: Eleganța, Forța și Grația României pe scena mondială" [Georgiana Cătălina Popescu – Miss International Romania 2025: Elegance, Strength and Grace of Romania on the World Stage]. ZiarulPositiv Romania (bằng tiếng Romania). Lưu trữ bản gốc ngày 20 tháng 6 năm 2025. Truy cập ngày 21 tháng 6 năm 2025.
31. ↑  Hậu Thái (ngày 21 tháng 7 năm 2025). "Thanh Thủy đẹp rực rỡ tại chung kết Miss Singapore International 2025" [Thanh Thuy is radiantly beautiful at the final round of Miss Singapore International 2025]. Báo Giáo dục và Thời đại Online. Lưu trữ bản gốc ngày 24 tháng 7 năm 2025. Truy cập ngày 23 tháng 7 năm 2025.
32. ↑  Criado, Silvia (ngày 31 tháng 7 năm 2025). "Conoce a Diego González, Mister Cádiz, elegido Mister International Spain 2025" [Meet Diego González, Mister Cádiz, chosen as Mister International Spain 2025.]. Diez Minutos (bằng tiếng Tây Ban Nha). Lưu trữ bản gốc ngày 1 tháng 8 năm 2025. Truy cập ngày 1 tháng 8 năm 2025.
33. ↑  "Ayşe Sena Şeref kimdir, kaç yaşında, boyu ve kilosu, burcu? Miss International modelinin hayatı ve kariyeri" [Who is Ayşe Sena Şeref? How old is she, her height and weight, her zodiac sign? The life and career of the Miss International model]. Gazete Arena (bằng tiếng Thổ Nhĩ Kỳ). ngày 7 tháng 8 năm 2025. Truy cập ngày 7 tháng 8 năm 2025.
34. ↑  Myles, Amy (ngày 21 tháng 5 năm 2025). "Ex-STV presenter stuns in red as she wins prestigious beauty crown". Yahoo News UK (bằng tiếng Anh). Lưu trữ bản gốc ngày 22 tháng 5 năm 2025. Truy cập ngày 23 tháng 5 năm 2025.
35. ↑  "Dấu ấn tại Mỹ của hoa hậu Thanh Thủy" [Miss Thanh Thuy's mark in America]. VnExpress. ngày 8 tháng 7 năm 2025. Lưu trữ bản gốc ngày 9 tháng 7 năm 2025. Truy cập ngày 10 tháng 7 năm 2025.
36. ↑   "Alessandra Guillén de Delta Amacuro es coronada como Miss Venezuela Internacional 2024". Centauri Magazine (bằng tiếng Tây Ban Nha). ngày 23 tháng 11 năm 2024. Truy cập ngày 29 tháng 11 năm 2024.
37. ↑   Anh, Thạch (ngày 28 tháng 12 năm 2024). "Nguyễn Ngọc Kiều Duy đăng quang Hoa hậu Quốc gia Việt Nam 2024". thanhnien.vn. Truy cập ngày 29 tháng 12 năm 2024.
38. ↑  "Miss International Zimbabwe 2025". www.misszimbabweinternational.co.za (bằng tiếng Anh). Truy cập ngày 15 tháng 3 năm 2025.
39. ↑  @missinternationalfi (ngày 19 tháng 3 năm 2025). "Meet team Finland! We're thrilled to launch Miss International Finland beauty pageant - first time in our country's history" (bằng tiếng Finnish). Truy cập ngày 19 tháng 3 năm 2025 – qua Instagram.{{Chú thích web}}:  Quản lý CS1: ngôn ngữ không rõ (liên kết)
40. ↑  @divinegroupindia (ngày 27 tháng 6 năm 2025). "🌟 The Wait is Over! 🌟 The Grand Finale of Miss Divine Beauty 2025 is set to take place on 31st August 2025! 💫" (bằng tiếng Anh). Truy cập ngày 28 tháng 6 năm 2025 – qua Instagram.
41. ↑  @misscambodiaorganization (ngày 4 tháng 6 năm 2025). "Official Announcement" (bằng tiếng Khmer). Truy cập ngày 28 tháng 6 năm 2025 – qua Instagram.
42. ↑  @missinternational_netherlands (ngày 27 tháng 6 năm 2025). "Dit is de eerste tussenstand van de online voting voor Miss International Netherlands" (bằng tiếng Hà Lan). Truy cập ngày 28 tháng 6 năm 2025 – qua Instagram.
43. ↑  @missmalta.tv (ngày 29 tháng 6 năm 2025). "✨ A new Crown Awaits ✨" (bằng tiếng Anh). Truy cập ngày 30 tháng 6 năm 2025 – qua Instagram.
44. ↑  "Miss Danmark 2025 Tilmeldin". www.missdanmark.dk. Truy cập ngày 2 tháng 8 năm 2025.
45. ↑  @miss_international_canada (ngày 19 tháng 6 năm 2025). "👑 The official sash of Miss International Canada 2025 👑 Who Will wear this coveted title and represent Canada on the global stage in Tokyo, Japan at the 63rd Miss International? 🇯🇵" (bằng tiếng Anh). Truy cập ngày 20 tháng 6 năm 2025 – qua Instagram.
46. ↑  @oficialmissbrazil (ngày 11 tháng 6 năm 2025). "Ela ainda não tem nome" (bằng tiếng Bồ Đào Nha). Truy cập ngày 20 tháng 6 năm 2025 – qua Instagram.
47. ↑  @missangolainternacional (ngày 29 tháng 3 năm 2025). "*Empresários e Empreendedores*" (bằng tiếng Portuguese). Truy cập ngày 31 tháng 3 năm 2025 – qua Instagram.{{Chú thích web}}:  Quản lý CS1: ngôn ngữ không rõ (liên kết)
48. ↑  @misscvofficisl (ngày 18 tháng 2 năm 2025). "O Miss Cabo Verde International 2025 já começou!" (bằng tiếng Portuguese). Truy cập ngày 10 tháng 3 năm 2025 – qua Instagram.{{Chú thích web}}:  Quản lý CS1: ngôn ngữ không rõ (liên kết)
49. ↑  @cbncostarical (ngày 25 tháng 3 năm 2025). "Es un honor para el Concurso Nacional de Belleza® anunciar el lanzamiento de Señorita Costa Rica Internacional®" (bằng tiếng Spanish). Truy cập ngày 25 tháng 3 năm 2025 – qua Instagram.{{Chú thích web}}:  Quản lý CS1: ngôn ngữ không rõ (liên kết)
50. ↑  @missrdcoffice (ngày 13 tháng 12 năm 2024). "MISS RDC OFFICE EST DE RETOUR AVEC LA 1ÈRE ÉDITION" (bằng tiếng French). Truy cập ngày 10 tháng 3 năm 2025 – qua Instagram.{{Chú thích web}}:  Quản lý CS1: ngôn ngữ không rõ (liên kết)
51. ↑  @miss_international_ethiopia_ (ngày 10 tháng 4 năm 2025). "Requirements" (bằng tiếng English). Truy cập ngày 11 tháng 4 năm 2025 – qua Instagram.{{Chú thích web}}:  Quản lý CS1: ngôn ngữ không rõ (liên kết)
52. ↑  @missinternationalhongkong (ngày 2 tháng 4 năm 2025). "Scan the QR Code & Begin Your Journey" (bằng tiếng English). Truy cập ngày 11 tháng 4 năm 2025 – qua Instagram.{{Chú thích web}}:  Quản lý CS1: ngôn ngữ không rõ (liên kết)
53. ↑  @missinternationalitalia (ngày 25 tháng 11 năm 2024). ""Sei pronta a rappresentare I'Italia sulla scena internazionale?" (bằng tiếng Italian). Truy cập ngày 10 tháng 3 năm 2025 – qua Instagram.{{Chú thích web}}:  Quản lý CS1: ngôn ngữ không rõ (liên kết)
54. ↑  @miss_kyrgyzstan_official (ngày 14 tháng 4 năm 2025). "Кыргызстан сулуулар компаниясы 26-апрель - Кастинг өлкөлөрү" (bằng tiếng Kyrgyz). Truy cập ngày 29 tháng 4 năm 2025 – qua Instagram.{{Chú thích web}}:  Quản lý CS1: ngôn ngữ không rõ (liên kết)
55. ↑  @missinternationalmalaysia (ngày 4 tháng 1 năm 2025). "REGISTRATION closes on 15 February 2025" (bằng tiếng English). Truy cập ngày 10 tháng 3 năm 2025 – qua Instagram.{{Chú thích web}}:  Quản lý CS1: ngôn ngữ không rõ (liên kết)